# Carbost
Carbost är en by på ön Isle of Skye i Highland i Skottland. Byn är belägen 16 km 
från Portree. Orten har 302 invånare (2011).